# Język ugarycki
Język ugarycki – język ludności zamieszkałej w mieście Ugarit, na terenie Kanaanu, zaliczany do języków semickich. Wymarły od XII w. p.n.e., kiedy miasto zostało zniszczone podczas najazdu Ludów Morza.

## Odkrycie i odczytanie
Język ugarycki został odkryty w 1929 podczas kampanii archeologicznej w Ras Szamra i Minat al-Bajda. Odkryte tabliczki ukazały nowy rodzaj pisma. Ch. Virolleaud stwierdził, że jest to pismo alfabetyczne, gdyż występuje w nim mała liczba znaków. Zwrócił także uwagę, że występujące w tych pismach słowa były oddzielone pionowym znakiem i składały się przeważnie z dwóch lub trzech znaków. Odczytanie nowego klinowego pisma alfabetycznego było dziełem dwóch uczonych. Dokonali oni tego jednocześnie, choć niezależnie od siebie. Byli to Niemiec Hans Bauer i Francuz Edward Dhorme. Trzecim, który odczytał samodzielnie to pismo był Virolleaud. 

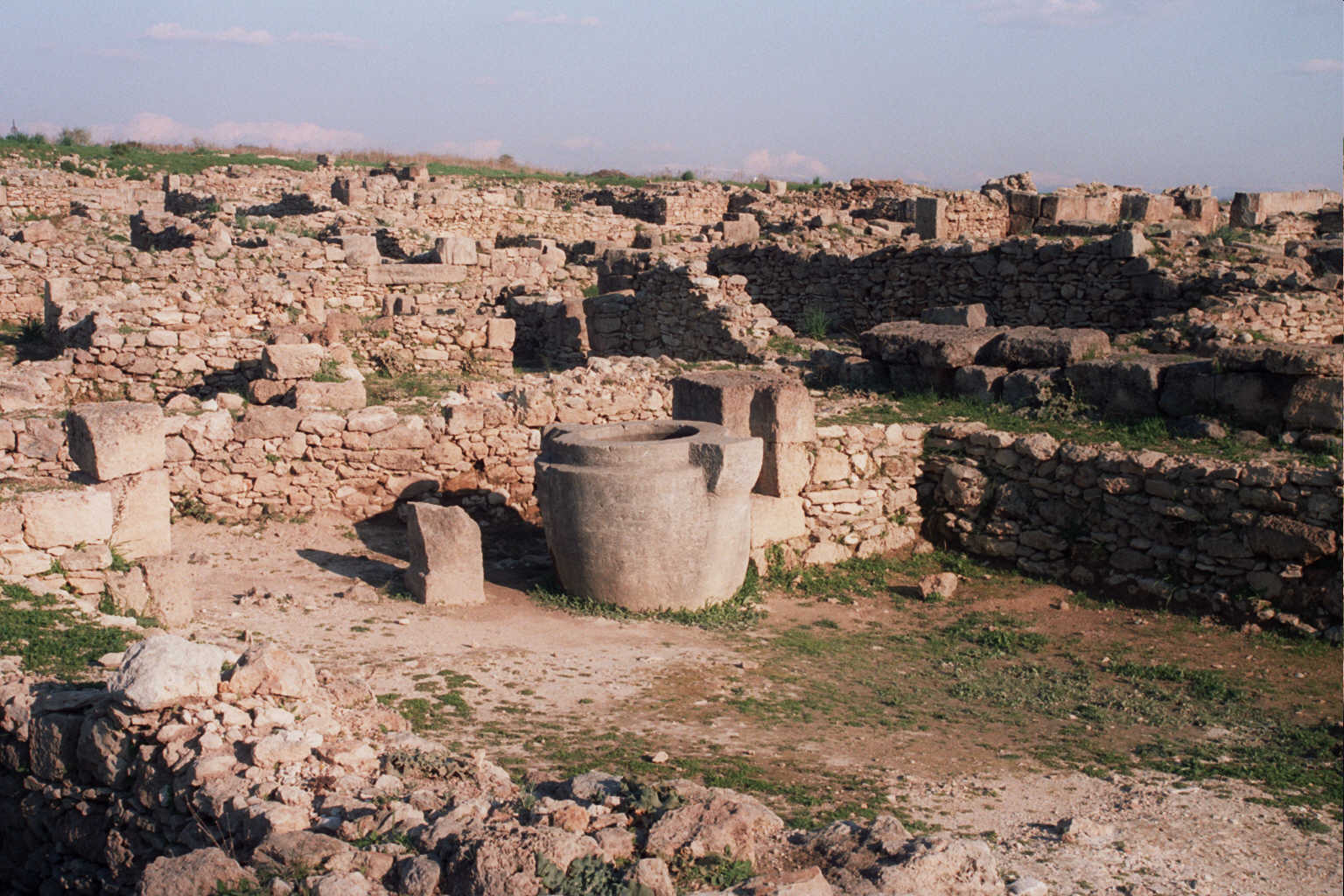
Ruiny miasta Ugarit

Trudność w odczytaniu polegała na braku pomocy w postaci bilingwy (równoległe teksty zapisane w znanym i nieznanym języku). Alfabet ugarycki pochodzi przynajmniej z XIV w.p.n.e. (jest więc najstarszym znanym alfabetem), lecz nie można twierdzić, że był wynalazkiem samodzielnym. Porządek spółgłosek zdaje się bowiem świadczyć, iż jego twórcy opierali się na alfabecie zwanym dziś fenickim. Pierwsze zapoznanie się z właściwościami tego języka nasunęło uczonym wniosek, że wykazuje on wiele analogii i podobieństwa do języka hebrajskiego. Ten najlepiej znany i najlepiej opracowany język północno-zachodnio-semicki okazywał się bardzo pomocny dla zrozumienia i wyjaśnienia odczytywanych tekstów. Stwierdzenie podobieństw leksykalnych pomiędzy ugaryckim a hebrajskim spowodowało, że niektórzy uczeni zaliczyli ten język do grupy nazywanej językami kananejskimi. Język ugarycki, podobnie jak arabski, zachował prasemickie fonemy szczelinowe: t, d, ḫ, ġ, w hebrajskim zastąpione przez š, z, ḥ i ʿ. 